# Schistidium occidentale
Schistidium occidentale är en bladmossart som beskrevs av Churchill in Funk och D. R. Brooks 1981. Schistidium occidentale ingår i släktet blommossor, och familjen Grimmiaceae. Inga underarter finns listade i Catalogue of Life.